# 乌鲁木齐陕西大寺
陕西大寺又稱乌鲁木齐陕西大寺，位于新疆维吾尔自治区乌鲁木齐市天山区和平南路永和巷10号，是一座伊斯兰教清真寺。陕西大寺是回族在乌鲁木齐市最大的清真寺。

## 历史
清政府在準噶爾之役胜利后，为巩固边防，在新疆境内开始屯垦事业，率先进入北疆地区的绿营官兵之中有不少是来自陕西和甘肃地区的回民。从此在新疆的回民人口逐步开始增多，尤其是新疆成为新疆省之后，大批来自陕甘宁青的回民开始前往迪化城谋生。当回族开始在迪化定居时便开始修建清真寺。在起初回民人口并不多的时候，各地回族不分地域的合作建设，像是北梁寺就是大家合作完成。除此之外，在乾隆二十九年（公元1764年）还修建了陕西老坊寺。随着各地回民的增多，清真寺的建设逐步开始分地域，来自陕西的回民先后分出陕西寺、凤翔寺等，而肃州寺、兰州寺、青海寺、固原寺等清真寺是由来自甘肃、青海、宁夏的回民所建设。
光绪九年（公元1883年），陕西大寺前身陕西寺在迪化城城南关头道巷子南侧的低洼处开始修建，该寺是由陕西省渭河流域的回民出资修建的。陕西寺建成后先后有两位阿訇掌教，从清真寺建成到光绪二十二年（公元1896年）由马金贵阿訇在陕西寺开学，之后到光绪二十八年（公元1902年）由马宝学阿訇任陕西寺教长。1902年，因陕西回民人口增多，陕西寺旧殿已显狭小，此时马宝学阿訇也因积劳成疾离开了陕西寺。在广大坊民合议后，决定推举马良俊阿訇作为新教长。马良俊阿訇担任教长后，开始主持新寺院的重建工作，重建新寺的资金同样由来自陕西省渭河流域的回族官、商、普通百姓捐款。历时5年，新寺于光绪三十二年（公元1906年）竣工。
抗日战争时期，陕西大寺是迪化市回族穆斯林进行爱国主义教育及支援抗日战争的中心。时任陕西大寺教长的马良骏同时也是新疆回族文化促进会的负责人。1942年8月，时任新疆省主席张治中见陕西大寺两侧讲经堂陈旧不堪，便从省财政厅拨款修缮，1947年，修缮完成的陕西大寺南、北厅焕然一新。陕西大寺后被誉为回民二十三坊之首。
中华人民共和国成立后，该寺多次开展支援抗美援朝的活动。1956年到1957年，人民政府拨款1万元人民币对该寺进行过修缮。二十世纪五十年代，先后有来自埃及、叙利亚、苏丹、约旦等国的穆斯林来陕西大寺举行礼拜和参观访问。1962年该寺被列为新疆维吾尔自治区文物保护单位。然而文化大革命时期，陕西大寺遭严重破坏，原先在大殿屋脊上像是狮子、老虎、鸽子的石雕，连同八角亭上的2米多高的虽色月牙花瓶被砸毁，陕西大寺本身也被占做为工厂，机床产生的震动使得陕西大寺的瓦片脱落。中共十一届三中全会后，随着中共的民族宗教政策落实，陕西大寺恢复宗教活动。1984年，人民政府又拨出35万元人民币专款并历时一年，由国内古建筑技术人员协助对陕西大寺进行维缮并对大殿落架翻修。2005年，对寺内东、南、北三厅进行过维修。2013年3月5日，陕西大寺被列入第七批全国重点文物保护单位。

## 历任教长
| 序号 | 姓名   | 生卒      | 担任时间  | 备注               |
| ---- | ------ | --------- | --------- | ------------------ |
| 1    | 马金贵 |           | 1883-1896 |                    |
| 2    | 马宝学 |           | 1896-1902 |                    |
| 3    | 马良俊 | 1854-1936 | 1902-1906 | 陕西寺更名陕西大寺 |
| 4    | 摆二园 | 1853-1925 | 1908-1917 |                    |
| 5    | 魏长俊 | 1870-1935 | 1918-1921 |                    |
| 6    | 周震东 | 1869-1941 | 1921-1923 |                    |
| 7    | 武明学 | 1890-1950 | 1924-1926 |                    |
| 8    | 马文海 | 1872-1933 | 1926-1931 |                    |
| 9    | 马德新 | 1905-1944 | 1931-1933 |                    |
| 10   | 摆永寿 | 1887-1942 | 1933-1935 |                    |
| 11   | 贾学智 | 1862-1938 | 1935-1938 |                    |
| 12   | 马良骏 | 1867-1957 | 1938-1940 |                    |
| 13   | 马兆麟 | 1864-1948 | 1940-1942 |                    |
| 14   | 纪元璋 | 1897-1945 | 1942-1944 |                    |
| 15   | 马良骏 | 1867-1957 | 1945-1957 | 第二次担任         |
| 16   | 马明学 | 1923-1960 | 1957-1960 |                    |
| 17   | 马焕章 | 1893-1877 | 1968-1977 |                    |
| 18   | 马魁元 | 1900-1986 | 1978-1986 |                    |
| 19   | 马安泰 | 1931-2007 | 1987-2007 |                    |
| 20   | 马寿新 | 1938-     | 2007-     | 现任               |

## 建筑
陕西大寺整体东西长约100米，南北宽约56米，占地面积5500多平方米，建筑面积超过4000平方米。寺院主轴线为东西方向，大殿坐西朝东。早先寺院入口在东侧，但随着寺坊和街道的变迁，主要入口改在南侧，与永和正巷相连。寺内主要功能建筑包括礼拜大殿，北厢房、南厢房、东厢房，公共浴室、接待餐厅，阿訇私人住宅，门面房及供丧葬仪式使用的房屋。
礼拜大殿为寺院主要建筑，建筑面积610平方米。大殿采用中原传统梁柱式木构架，在当今新疆清真寺的建筑形式中较为罕见，门窗均用隔扇，屋顶覆盖绿色琉璃瓦。平面呈“凸”字形，面阔五间，进深七间。前部面阔五间，进深四间，高11.7米，单檐歇山式，屋架形式是七梁架大式构架。后部是下四上八的重檐式“八角楼”，其高度超过17米，为伊斯兰教建筑中的望月楼，面阔三间、进深三间。周围一圈走廊共有36根红色圆木柱，廊上飞檐斗拱均有彩画。殿内四壁及门窗都有装饰，砖雕及木刻采用花卉、瓜果等图案，以遵行不使用偶像及动物图饰的伊斯兰教义，并且延续了中国传统木结构建筑风格。大殿内铺有供穆斯林做礼拜时用的毛毯。

## 功能与活动
该寺平时做礼拜的教民有数百人。一年一度的开斋节和古尔邦节期间，参加会礼的教民大约有千人。到乌鲁木齐市参观的外国人常到该寺参加宗教活动或参观。乌鲁木齐市伊斯兰教协会会址设在该寺。 